# Enrico Poitschke
Enrico Poitschke est un coureur cycliste allemand né le 25 août 1969 à Görlitz. Il débute chez les professionnels en 2001 chez Wiesenhof. Il met un terme à sa carrière à la fin de la saison 2008 et devient en 2010 directeur sportif de l'équipe NetApp qui devient par la suite Bora-Argon 18 puis Bora-Hansgrohe.

## Biographie
Enrico Poitschke se fait remarquer pour la première fois en 1999, en terminant sur le podium d'étapes de courses comme la Vuelta a la Independencia Nacional, dont il prend la 3e place finale, la Course de la Paix ou le GP Kranj. En 2000, il rejoint l'équipe professionnelle de deuxième division IPM - Profirad - Schwerin, mais l'équipe est démantelée dès le mois de mars à cause des difficultés judiciaires du sponsor IPM Marketing. Au cours de la saison, Poitschke confirme ses aptitudes de sprinteur en terminant dans les cinq premiers de 12 courses du calendrier UCI. Il termine notamment sur le podium du Tour de la Hainleite.
La carrière professionnelle d'Enrico Poitschke débute réellement en 2001, lorsqu'il rejoint l'équipe Wiesenhof. Dès sa première saison, il termine sur le podium de 13 courses UCI, et glane 4 victoires. Poitschke obtient sa première victoire professionnelle en avril, lors de la 3e étape du Ringerike GP. Il récidive lors de la 5e étape à l'issue d'une échappée, et remporte le classement général. Deux semaines plus tard, il remporte la 4e étape de la Course de la Paix au sprint devant Tom Steels. Le lendemain, il prend la tête de la course, mais l'abandonne à Jakob Piil dans le contre la montre et termine sixième du classement général. Le lendemain, il prend cette fois la deuxième place du Tour de la Hainleite derrière Christian Wegmann. Enfin, en août, il prend au sprint la deuxième place de Groningue-Münster derrière Tom Cordes.
En 2002, Poitschke accumule à nouveau les places d'honneur, avec un peu moins de réussite que lors de la saison précédente, terminant 4 fois sur le podium, mais 17 fois dans les cinq premiers. Il obtient notamment la quatrième place du GP Rudy Dhaenens en mars et du Tour de Düren en avril. Il termine également deuxième d'une étape du Tour du Cap derrière Allan Davis et d'une étape du Tour de Saxe derrière l'ancien champion du monde Oscar Camenzind. Il termine huitième du classement final de la course.
En mars 2003, Poitschke termine à nouveau sur le podium de deux étapes du Tour du Cap. Un mois plus tard, il termine deuxième du Grand Prix de Denain à l'issue d'une échappée. Il est battu au sprint par Bert Roesems et devance notamment Thomas Voeckler, troisième. Au cours des semaines suivantes, il termine septième du Tour de Cologne et sixième du Grand Prix de Francfort, puis cinquième de la Course de la Paix, sa meilleure performance sur cette course. Il remporte en mai sa dernière victoire professionnelle sur le Tour de la Hainleite.

## Palmarès
- 1996
  - 2e du Tour de la Hainleite
- 1998
  - 2e du Tour de la Hainleite
  - 3e du Berliner Etappenfahrt
- 1999
  - 3e de la Vuelta a la Independencia Nacional
- 2000
  - 3e du Tour de la Hainleite
- 2001
  - 4e étape de la Course de la Paix
  - Ringerike GP :
    - Classement général
    - 3e et 5e étapes

  - 2e de la Cinturón a Mallorca
  - 2e de Groningue-Münster
  - 2e du Tour de la Hainleite
- 2003
  - Tour de la Hainleite
  - 2e du Grand Prix de Denain

## Résultats sur les grands tours

### Tour de France
1 participation 
- 2007 : 131e

### Tour d'Espagne
1 participation 
- 2006 : 133e

### Tour d'Italie
1 participation 
- 2008 : abandon (6e étape)

## Classements mondiaux
| Année           | 2005 |
| --------------- | ---- |
| UCI Europe Tour | 878e |